# Jaroslav Kačmarčík

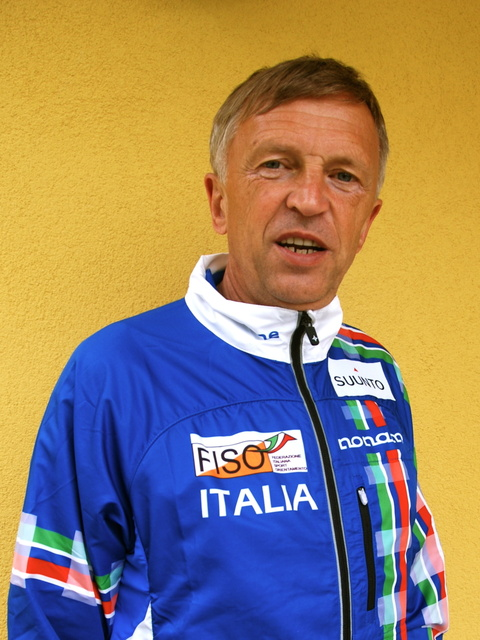
Jaroslav Kačmarčík, 2011

Jaroslav Kačmarčík (* 3. März 1954) ist ein ehemaliger tschechoslowakischer Orientierungsläufer und Ski-Orientierungsläufer. 
Kačmarčík startete zwischen 1974 und 1987 bei insgesamt acht Weltmeisterschaften im Orientierungslauf. Die größten Erfolge gelangen ihm dabei mit der tschechoslowakischen Staffel. Bei den Weltmeisterschaften 1979 im finnischen Tampere gewann die Mannschaft bestehend aus Petr Uher, Zdeněk Lenhart, Jiří Ticháček und Kačmarčík hinter Schweden und Finnland die Bronzemedaille. Nach einem vierten Platz in Thun 1981 gewannen die Tschechoslowaken 1983 im ungarischen Zalaegerszeg Silber hinter Norwegen. Jaroslav Kačmarčík lief hierbei in einer Mannschaft mit Vlastimil Uchytil, Pavel Ditrych und Jozef Polák. Bei diesen Weltmeisterschaften erreichte Kačmarčík mit Rang sechs auch sein bestes Einzelresultat. Zuvor war er 1976 mit Rang neun und 1981 mit dem siebten Platz zweimal unter die ersten zehn gelaufen.
Darüber hinaus startete Kačmarčík bei Wettkämpfen im Ski-Orientierungslauf. Er lief in dieser Disziplin bei den Weltmeisterschaften 1977 in Bulgarien und 1980 in Schweden und gewann 1977 mit Jan Pachner, Jiří Ticháček und Jaromír Gorny die Bronzemedaille im Staffellauf.
Seit 2009 ist er Cheftrainer der italienischen Nationalmannschaft.

## Platzierungen
Orientierungslauf:
| Weltmeisterschaften | Sprint | Mittel | Lang | Staffel |
| ------------------- | ------ | ------ | ---- | ------- |
| 1974 Viborg         |        |        |      | 5.      |
| 1976 Aviemore       |        |        | 9.   | 4.      |
| 1978 Kongsberg      |        |        | 28.  | 5.      |
| 1979 Tampere        |        |        | 12.  | 3.      |
| 1981 Thun           |        |        | 7.   | 4.      |
| 1983 Zalaegerszeg   |        |        | 6.   | 2.      |
| 1985 Bendigo        |        |        | 24.  | 6.      |
| 1987 Gérardmer      |        |        | 22.  | 7.      |

| Gesamt-Weltcup | Gesamt-Weltcup |
| -------------- | -------------- |
| 1986           | 19.            |

Ski-Orientierungslauf:
| Weltmeisterschaften | Sprint | Mittel | Lang | Staffel |
| ------------------- | ------ | ------ | ---- | ------- |
| 1977 Welingrad      |        |        | 15.  | 3.      |
| 1980 Aveta          |        |        | 25.  | 4.      |